# Tuottarjaure (Jokkmokks socken, Lappland, 743479-159298)
Tuottarjaure är en sjö i Jokkmokks kommun i Lappland och ingår i Luleälvens huvudavrinningsområde. Sjön har en area på 0,549 kvadratkilometer och ligger 769 meter över havet. Tuottarjaure ligger i Kvikkjokk-Kabla fjällurskog Natura 2000-område. Sjön avvattnas av vattendraget Njakajåkkå.

## Delavrinningsområde
Tuottarjaure ingår i det delavrinningsområde (743460-159455) som SMHI kallar för Utloppet av Tuottarjaure. Medelhöjden är 880 meter över havet och ytan är 6,1 kvadratkilometer. Det finns inga avrinningsområden uppströms utan avrinningsområdet är högsta punkten. Njakajåkkå som avvattnar avrinningsområdet har biflödesordning 4, vilket innebär att vattnet flödar genom totalt 4 vattendrag innan det når havet efter 318 kilometer. Avrinningsområdet består mestadels av kalfjäll (91 procent). Avrinningsområdet har 0,55 kvadratkilometer vattenytor vilket ger det en sjöprocent på 9 procent.